# Françoise Bujold
Pour les articles homonymes, voir Bujold.
Françoise Bujold  est une écrivaine et poétesse et graveuse canadienne née le 6 mars 1933 à Bonaventure en Gaspésie et morte le 18 janvier 1981 à Montréal.

## Biographie
Françoise Bujold naît à Bonaventure  le 6 mars 1933. Elle fait ses études primaires chez les religieuses du Saint-Rosaire. Elle est la première femme, avec Marie Anastasie, à poursuivre des études à l'Institut des arts graphiques de Montréal. Elle a pour professeur en gravure Albert Dumouchel.
Elle réalise ses premiers poèmes-affiches en 1953, avec le poète Gilles Constantineau. Roland Giguère publie son premier recueil aux éditions Erta : Au catalogue de solitudes, 1955. Elle crée les Éditions Goglin en 1958 avec pour premier (et seul) titre : La Fille unique.
En 1959, elle anime le Centre d'art de Percé avec Suzanne Guité et Alberto Tommi. Elle écrit des contes qui seront illustrés par linogravure par des enfants : L'île endormie, 1959, La lune au village, 1960. Elle exposera vingt ans au Centre d'art de Percé. Baccalauréat en pédagogie de l'École des Beaux-Arts de Montréal, sous la direction d'Irène Senécal.
Atelier de gravure sur la réserve de Maria, elle crée des livres d'artistes avec les enfants Micmacs. Deux livres notoires : Une fleur debout dans un canot, 1962, et La naissance du soleil, 1966. Ce dernier livre contient des fragments de la mythologie des anciens Micmacs, présentés par le botaniste Jacques Rousseau. Elle réalise avec Jacques Godbout un film sur les enfants de la réserve Micmac : Le Monde va nous prendre pour des sauvages, ONF, 1964.
Pauline Julien, sur une musique d'Hervé Brousseau, interprète La Piouke, poème de Françoise Bujold et aussi nom d'une boîte à chanson. De 1955 à 1965, elle écrit des textes pour Radio-Canada, notamment Lettres à toi qui n'es pas né au bord de l'eau.
À partir de 1964, sa production diminue ostensiblement en raison de problèmes de santé, notamment une psychose maniaco-dépressive.
Ses peintures, monotypes, gravures et livres d'artiste ont été exposés à la Galerie Libre, rue Sherbrooke à Montréal, en 1962 (5 au 20 septembre) et 1965 (12 au 25 mai). En 1968, elle anime un atelier de dessin et gravure pour les enfants sur le bateau l'Escale.
Richard Lacroix, directeur de La Guilde Graphique, publie Ah ouiche — t'en — plain, 1974, avec des pointes sèches de Kittie Bruneau.
Dernières années : séjour à Miguasha en 1979 pour dessiner des fossiles. Elle meurt en janvier 1981. Ses cendres reposent à Bonaventure.

## Style
Dans ses productions, Françoise Bujold cherche à faire vivre les particularités de la langue gaspésienne tout en se l'appropriant dans un esprit personnel et poétique. « Elle intègre également dans ses textes des expressions typiques et des mots régionaux [...], employant divers niveaux de langue. [...] La ponctuation est ouverte et la virgule permet une courte respiration qui relance aussitôt la phrase tout comme les mots s'appellent d'une sonorité à l'autre. [...] Comme dans ses œuvres picturales, Françoise Bujold travaille par touches, par taches de couleurs, par traits. »

## Reconnaissance posthume
En mai 1982, Gaétan Dostie, directeur des éditions Parti Pris, rassemble des textes dans une anthologie : Piouke fille unique.
En juin 1982 Claude Haeffely, alors conservateur adjoint, organise une exposition  sur Françoise Bujold, son œuvre écrit et gravé entre 1959 et 1979, au Musée d'art contemporain de Montréal, du 10 juin au 4 juillet 1982.
André Goulet, directeur des Éditions d'Orphée, fait paraître deux recueils posthumes, en 1984 et 1987.
En 1994, David Lonergan sera commissaire invité par le Musée acadien du Québec à Bonaventure pour Françoise Bujold : fille de la mer. Une grande partie de cette exposition est installée à la Bibliothèque Françoise-Bujold et peut être visitée durant les heures d’ouverture.
Le prix Françoise-Bujold a été attribué entre 1991 et 2000.
Elle occupa une place importante au Festival acadien de poésie de 2002. Elle fut reconnue la première grande poète de la Gaspésie. Une conférence de David Lonergan lui fut consacrée, ponctuée de lecture de ses textes par Rose-Hélène Tremblay et Maurice Joncas.

## Œuvre écrit

### Recueils de poésie
- 1984 - Poèmes 1962, éditions d'Orphée, n.p. (30 p.)
- 1982 - Piouke fille unique. Poèmes, textes radiophoniques, gravures, dessins, écrits sur l'art, éditions Parti Pris, 224 p.
- 1974 - Ah ouiche — t'en — plain, 1974, avec des pointes sèches de Kittie Bruneau, Guilde Graphique.
- 1966 - La naissance du soleil, Atelier Pierre Guillaume. Avec 12 enfants Micmacs de Gesgapégiag[4].
- 1962 - Une fleur debout dans un canot, Atelier Pierre Guillaume. Avec 12 enfants Micmacs de Maria.
- 1960 - La lune au village, éditions Sentinelle. Avec les enfants de Percé.
- 1959 - L'île endormie, Édition Goglin. Avec les enfants de Percé.
- 1958 - La fille unique, Édition Goglin. Avec trois bois de l'auteur.
- 1956 - Au catalogue de solitudes, Éditions Erta, coll. « Tête armée ». Avec trois bois de l'auteur.

### Articles
- 1980 - Estuaire, no. 15.
- 1969 - « C'était en 59 », Culture vivante, no. 12, février 1969.
- 1966 -  Culture vivante
- 1960 - Liberté
- 1959 - Périscope

### Préfaces
- 1975 - « Notre dialecte de bataille », dans Michaël La Chance, Une Inquisitoriale, Pierre Guillaume Imp., 1975. Cf. Piouke fille unique, p. 205-209.
- 1973 - dans La sculpture de Suzanne Guité, Éditions Aquila, Montréal, p. 27-35.
- 1968 - dans Réal Arsenault de Jacques de Roussan, coll. « Panorama », Lidec.

## Radiophonies
- Un fou nu-pieds dans un village, Lettres à toi qui n'es pas né au bord de l'eau, et La Piouke, seront lus sur les ondes par Monique Miller, réalisation Lorenzo Godin, Radio Canada.
- 1987 - La Marmarelle, éditions d'Orphée, 116 p. [textes radiophoniques  1955-1965]